# Dancin’ Homer
«Dancin’ Homer» (с англ. — «Танцующий Гомер») — пятый эпизод второго сезона мультсериала «Симпсоны», премьера которого состоялась 8 ноября 1990 года.

## Сюжет
Гомер сидит у Мо, и Барни просит Гомера рассказать о том, что произошло в столице. Гомер долго отказывается, но в конце концов соглашается.
Вся история начинается с матча команды Спрингфилда, на которую привезли всех работников Спрингфилдской АЭС. В их числе оказался и Гомер, приехавший со всей своей семьёй. «Изотопы» (Спрингфилдская бейсбольная команда) проигрывали перед решающим ударом, и Гомер, чтобы поддержать «Изотопов», начал танцевать на трибуне, подбодрив и публику, и команду, и помог ей таким образом выиграть матч.
Вскоре он становится знаменитостью, и вот, после проигранного «Изотопами» матча директор команды Антуан О’Харра зовёт Гомера к себе и говорит, что его приглашают быть соталисманом бейсбольной команды столицы штата. Гомер соглашается.
Гомер говорит, что это было очень серьёзное решение и он жалеет, что не послушался своих детей, которые, как скоро станет ясно, поначалу отговаривали его, но в конце концов они решаются попробовать поехать в столицу штата, сразу ослепившую их своей красотой и разнообразием.
И вот он на стадионе, ожидающий своего выхода. Как только его имя прозвучало, он выскочил на сцену и показал всё, на что способен, но… он провалился. Аплодисменты раздались лишь тогда, когда его увели со сцены. Итак, расстроенный Гомер уезжает обратно в Спрингфилд.
История Гомера понравилась всем его слушателям, и они просят рассказать её ещё раз.